# Ladro gentiluomo
Il ladro gentiluomo è un personaggio stereotipato della letteratura popolare, in particolare del feuilleton (romanzo d'appendice) ottocentesco e del genere giallo.
Nel gergo vittoriano, un "ladro gentiluomo" era un ladro particolarmente educato e istruito. Nelle cronache dell'epoca fecero scalpore gli atti di alcuni criminali dai modi signorili. Queste figure hanno in qualche modo ispirato i personaggi dei ladri gentiluomini della letteratura successiva.

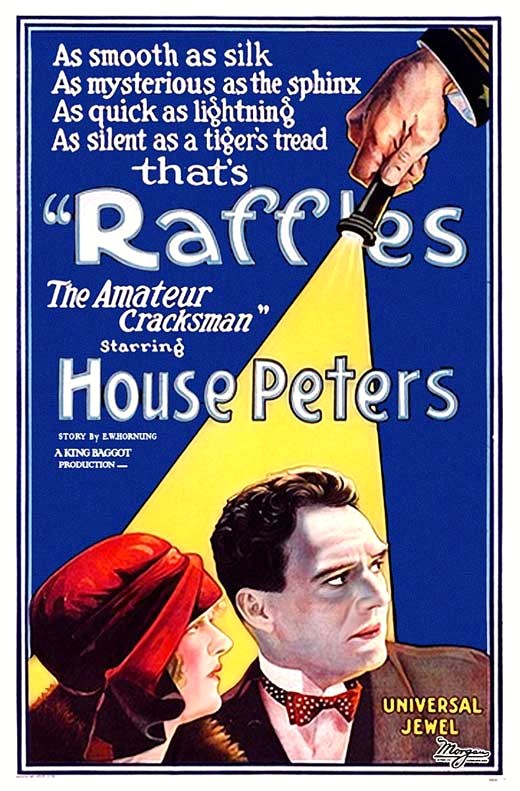
Il personaggio di A. J. Raffles nel film Raffles del 1925. Raffles fu uno dei primi ladri gentiluomini della letteratura e fu ripreso in numerosi film.

Un "gentiluomo" rappresenta, almeno nell'immaginario popolare, un uomo con un titolo nobiliare ereditato e relative ricchezze, che quindi non ha bisogno di lavorare per vivere. È lecito immaginare che un tale uomo non rubi al fine di ottenere il benessere materiale, ma per il gusto dell'avventura, agendo senza intenti malevoli. I ladri gentiluomini sono personaggi che agiscono raramente attraverso l'anonimato o la forza, in quanto si basano sulle proprie doti di astuzia, fascino e bella presenza per rubare gli oggetti più difficili da ottenere, a volte per mantenersi, ma anche per l'emozione dell'atto stesso.
Tra i primi ladri gentiluomini nella narrativa vi sono Rocambole (dal 1857) di Pierre Alexis Ponson du Terrail, A. J. Raffles (1898) di E. W. Hornung e Arsenio Lupin (1905) di Maurice Leblanc, il più noto ladro gentiluomo della letteratura e, seppure in misura minore, del cinema e della televisione. Rocambole inizialmente è descritto come un personaggio negativo, che prima si schiera con un "cattivo" e poi lo assassina, finendo in prigione; a partire dal quarto romanzo della serie, il personaggio subisce tuttavia una drastica trasformazione: fuggito di prigione e pentito per i suoi trascorsi, diventa un vero e proprio eroe positivo, ed ha avuto una notevole influenza sui suoi successori letterari. Sia Raffles, sia Lupin utilizzano travestimenti astuti e sono superbi nel rubare, pur mantenendo un'apparenza sofisticata. Raffles ruba soprattutto quando ha bisogno di denaro. D'altro canto, Lupin ruba di più dai ricchi che non apprezzano i propri tesori d'arte e li ridistribuisce, non diversamente da un moderno Robin Hood. È proprio il leggendario arciere della foresta di Sherwood ad essere considerato il precursore del personaggio del ladro gentiluomo.

Eroe popolare inglese, Robin Hood, almeno nella moderna versione della leggenda, ruba ai ricchi per dare ai poveri. È un personaggio probabilmente ispirato ad una figura storica, bandito o nobile sassone decaduto, in cui confluirono preesistenti leggende pagane.
Fantômas, ideato nel 1911 da Marcel Allain e Pierre Souvestre, e Simon Templar, alias Il Santo (1928), di Leslie Charteris, sono a loro volta due dei più raffinati ladri gentiluomini della narrativa contemporanea. Anche se il primo non è completamente ascrivibile a questa categoria.
Il nipote giapponese di Arsenio Lupin è protagonista della serie manga e anime Lupin III ideata da Monkey Punch.

## Caratteristiche

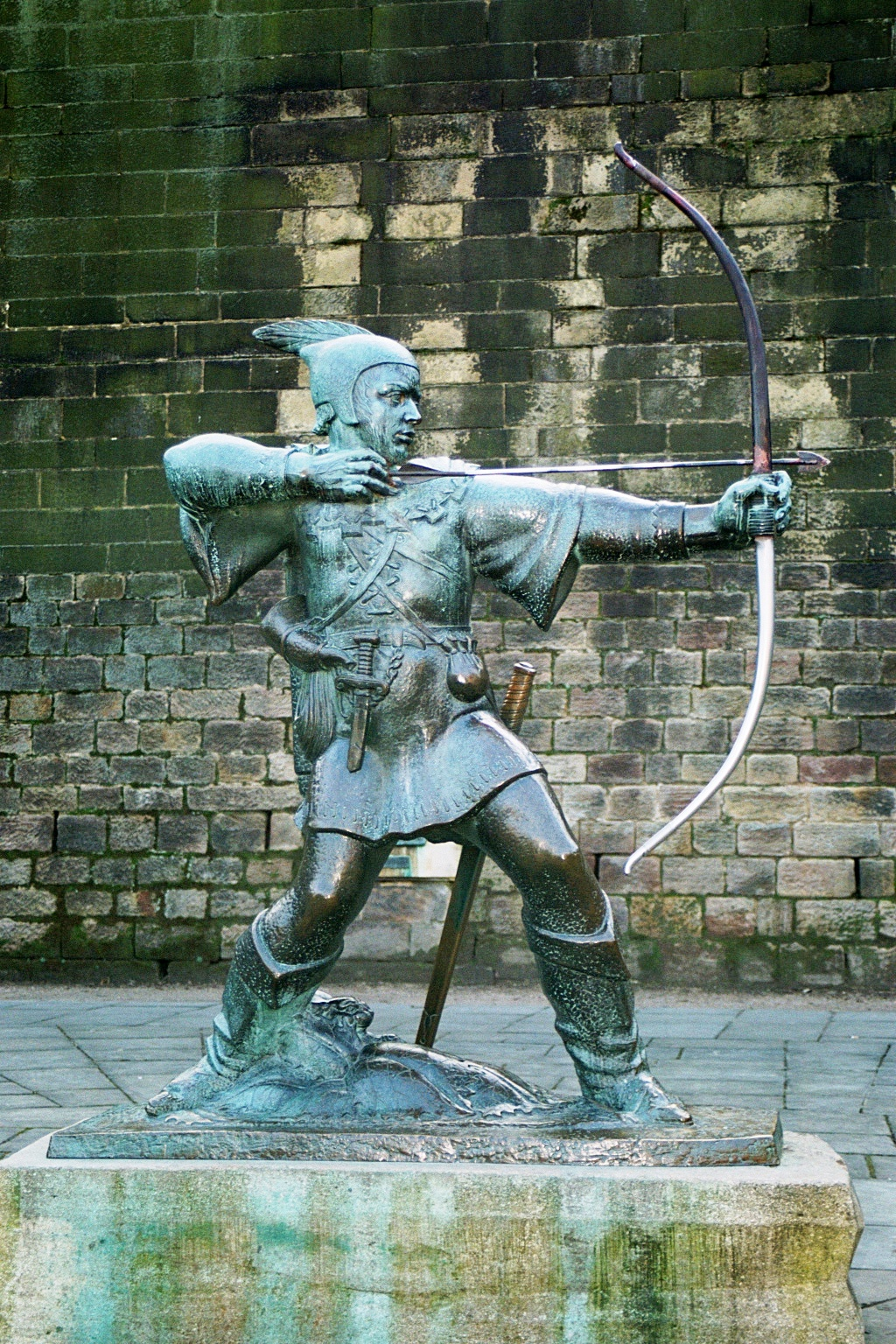
Una statua dedicata a Robin Hood a Nottingham

Secondo Eric J. Hobsbawm il bandito gentiluomo per antonomasia è il leggendario Robin Hood e le caratteristiche di questo personaggio sono nove:
1. la sua carriera di fuorilegge non comincia con un delitto, ma come vittima di un'ingiustizia o perseguitato per un'azione giudicata criminosa dall'autorità (ma non dalla sua gente).
2. rimedia alle ingiustizie.
3. sottrae al ricco per dare al povero.
4. non uccide, se non per autodifesa o per giusta vendetta.
5. se sopravvive ritorna tra i suoi come cittadino onorato, membro della comunità; in effetti non si stacca mai dalla comunità.
6. è ammirato, aiutato e appoggiato dai suoi.
7. perisce solo a causa di un tradimento
8. è – teoricamente – invisibile e invulnerabile.
9. non è nemico delle autorità supreme, fonti di giustizia, ma soltanto dei rappresentanti delle autorità locali, oppressive.

## Ladri gentiluomini nelle opere di fantasia
Tra parentesi è indicato l'anno della prima apparizione del personaggio.

### Letteratura

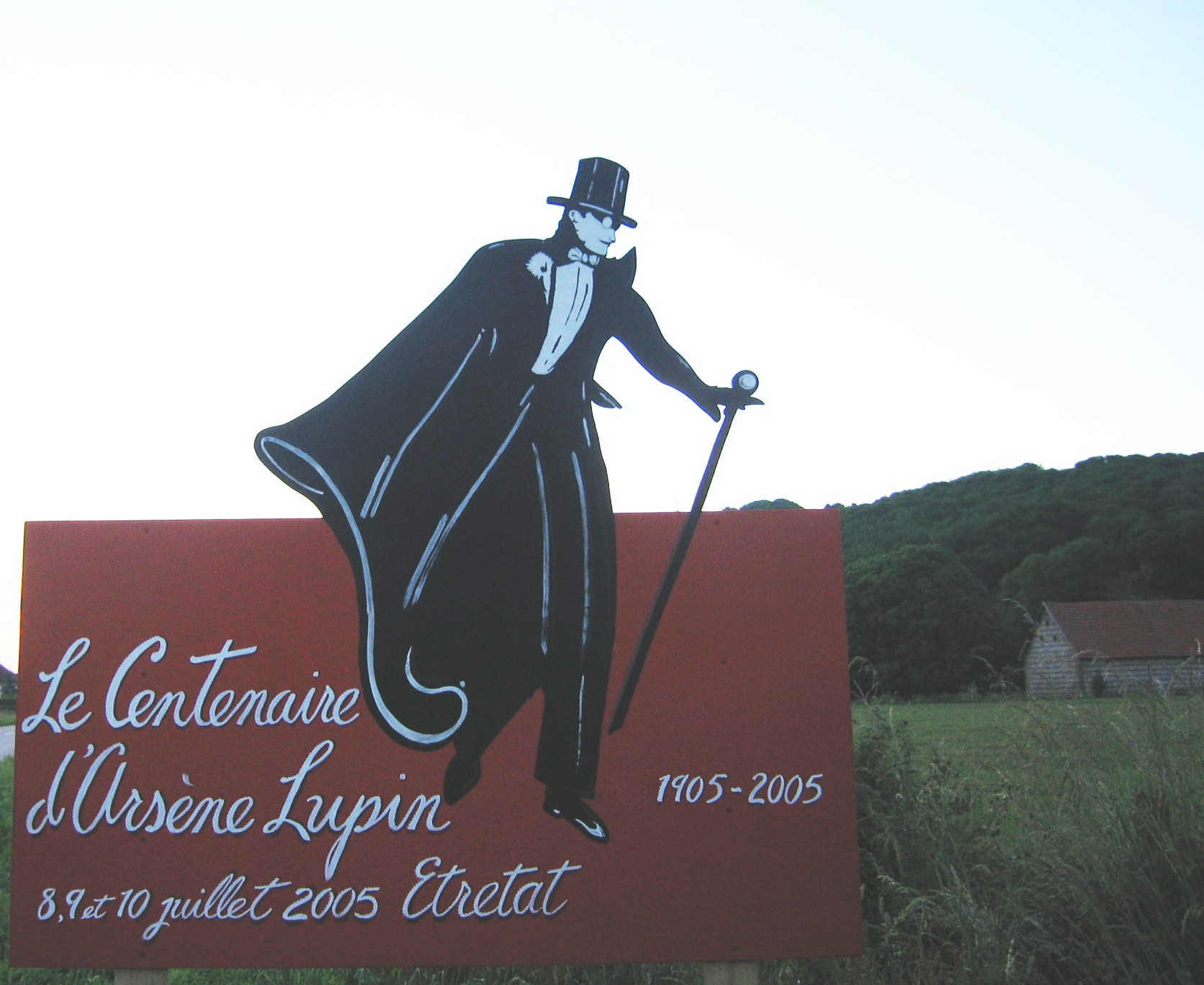
Centenario della creazione di Arsène Lupin a Étretat, Francia.

- Robin Hood, eroe popolare inglese che, nella moderna versione della leggenda, ruba ai ricchi per dare ai poveri. È citato per la prima volta in un manoscritto del 1377.[4]
- Rocambole, protagonista (dal 1857) dei romanzi dello scrittore francese del XIX secolo Pierre Alexis Ponson du Terrail. Su di lui è stato coniato il termine "rocambolesco". Benché ormai dimenticata dal grande pubblico, l'opera di Ponson du Terrail ha esercitato una forte influenza sull'evoluzione della narrativa d'avventura, precorrendo la narrativa eroica moderna.
- Le voleur (1897) di Georges Darien. Un nobile rampollo, defraudato dal suo tutore, si dedica al furto.[5]
- A. J. Raffles (1898), protagonista dei romanzi di E. W. Hornung
- Arsenio Lupin (1905), protagonista dei romanzi di Maurice Leblanc
- La Primula Rossa (The Scarlet Pimpernel, 1905), serie di romanzi di Emma Orczy
- Fantômas (1911), nella serie di romanzi di Marcel Allain e Pierre Souvestre (con vari adattamenti per il cinema e la televisione), pur condividendone alcune caratteristiche non è un ladro gentiluomo, ma piuttosto un genio del male, amorale e megalomane, che uccide in modo spietato
- Flambeau (1911), personaggio che compare nei racconti del ciclo di Padre Brown di Gilbert Keith Chesterton. Inizialmente abilissimo ladro, antagonista di Padre Brown, viene convinto da quest'ultimo a pentirsi e diventa investigatore privato
- Simon Templar, alias "Il Santo" (The Saint, 1928) di Leslie Charteris
- The Toff (l'elegantone) e Il Barone (The Baron), due serie di romanzi di John Creasey (sul secondo è basata una serie televisiva)
- Bernie Rhodenbarr, alias The Burglar (1977), nei romanzi di Lawrence Block
- Artemis Fowl, genio del crimine adolescente nei romanzi di Eoin Colfer

### Cinema

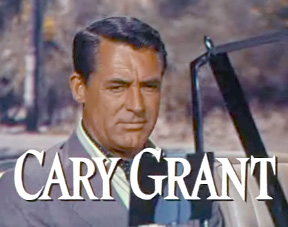
Cary Grant nel trailer del film Caccia al ladro (To Catch a Thief, 1955) di Alfred Hitchcock

- Il Gatto (The Cat), alias John Robie, interpretato da Cary Grant nel film Caccia al ladro (To Catch a Thief, 1955) di Alfred Hitchcock
- Parola di ladro (1957) di Gianni Puccini e Nanni Loy
- Affine è il truffatore protagonista di Totòtruffa '62, che truffa per pagare la retta della figlia in collegio, dove l'aveva messa affinché non scoprisse la professione del padre.
- 'The Phantom', alias Sir Charles Lytton, interpretato da David Niven nella commedia La Pantera Rosa (The Pink Panther, 1963) di Blake Edwards.
- Danny Ocean, interpretato da Frank Sinatra nel film Colpo grosso (1960) e da George Clooney nel remake Ocean's Eleven (2001) e nei due seguiti
- Eddie "Hudson Hawk" Hawkins, interpretato da Bruce Willis nel film Hudson Hawk - Il mago del furto (Hudson Hawk, 1990) di Michael Lehmann

### Fumetti e animazione
- Arsenio Lupin III in Lupin III (1967), manga/anime di Monkey Punch, un ipotetico discendente giapponese del Lupin francese.
- Paperinik (1969), alter ego di Paperino nei fumetti Disney, originariamente pensato come parodia di Diabolik. In una villa fuori Paperopoli, Paperino scopre il nascondiglio ed il diario di un papero dell'alta società che si dedicava al crimine con il nome d'arte Fantomius; Paperino decide di seguirne le orme per vendicarsi dello zio Paperone ed altri, ma in seguito il personaggio sarà modificato in una sorta di vigilante simile a Batman.
- Fantomius (1969), ladro gentiluomo che ha dato i natali a Paperinik, alter ego di Lord John Lamont Quackett, che agisce nella Paperopoli del 1930. Il nome è un omaggio a Fantomas, una delle fonti d'ispirazione per Diabolik (che ha ispirato Paperinik).
- Gli Aristocratici (1973), serie a fumetti di Alfredo Castelli (testi) e Ferdinando Tacconi (disegni), dove i protagonisti sono una banda inglese di ladri professionisti che rubano ai criminali e fanno beneficenza (trattenendo una percentuale "per le spese").
- Cat's Eye - Occhi di gatto (キャッツ・アイ?, Kyattsu Ai) (1981), manga di Tsukasa Hōjō, da cui è stata tratta una serie anime (1983), ha come protagoniste un terzetto di sorelle, che rubano opere d'arte precedentemente appartenute al loro padre scomparso. Una ladra simile a loro compare nel lavoro successivo di Hōjō, City Hunter, e finisce a lavorare come cameriera nel bar delle 3 sorelle ladre (che a quel punto appartiene già a un altro personaggio di City Hunter).
- Kaito Kid (まじっく快斗?, Magikku Kaito) (1987), protagonista del manga Kaito Kid di Gōshō Aoyama e personaggio ricorrente del manga Detective Conan dello stesso autore, è un ladro gentiluomo vestito di bianco il cui costume comprende cappello a cilindro, monocolo e mantello. Manda sempre una lettera alla polizia per informarla dell'ora e del luogo dei suoi furti. Esperto nei travestimenti e nei giochi di prestigio, rende i suoi furti simili a spettacoli di magia, risultando un idolo delle folle.
- Arpin Lusène, personaggio dei fumetti Disney ideato nel 1997 da Don Rosa, è una parodia di Arsène Lupin, del cui nome è una evidente contrepèterie.

### Musica
- Gentleman cambrioleur[6] è un brano musicale interpretato dal francese Jacques Dutronc e composto da Yves Dessca (n. 1949), pubblicato nell'album En vogue (2004).
- Gentleman cambrioleur è un album del cantante canadese Garou del 2009.

### Videogiochi
- Nel videogioco Persona 5 i protagonisti sono i Ladri Fantasma, un gruppo di ragazzi liceali che "rubano" il cuore degli ingiusti costringendoli a confessare i loro crimini.

- Nel videogioco “Sly Cooper” il protagonista è un procione antropomorfo, che incarna perfettamente i valori del ladro gentiluomo, in un contesto moderno.

## Persone reali

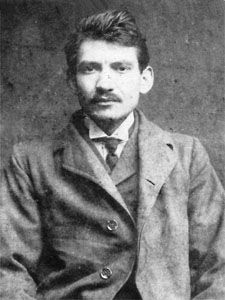
Alexandre "Marius" Jacob, anarchico francese che potrebbe essere stato tra le fonti di ispirazione per il personaggio di Arsenio Lupin.

Personaggi storici che sono stati definiti "ladri gentiluomini":
- Don Fabrizio Valguarnera (m.1631 o 1632), nobile e avventuriero siciliano,[7] collezionista spregiudicato di opere d'arte,[8] che a volte pagava con diamanti rubati.
- Jerry Abershaw (1773 - 1795), rapinatore mascherato di diligenze in Inghilterra, noto per i suoi modi cortesi.[9]
- Guglielmo Libri Carucci dalla Sommaja (1803 – 1869), matematico italiano, probabilmente il più grande ladro di libri di tutti i tempi.[10]
- Stefano Pelloni detto il Passatore (1824 – 1851), brigante italiano attivo nella Romagna di metà Ottocento. Pur dimostrandosi in realtà crudele ed efferato, le sue imprese ispirarono la musa popolare della rievocazione orale (che enfatizzò la sua generosità, divenuta leggendaria) e quella colta, da Arnaldo Fusinato a Giovanni Pascoli (che nella poesia Romagna idealizzò la sua figura evocandolo, appunto, come il Passator Cortese).
- Adam Worth (1844-1902), americano di origine tedesca, fu soprannominato "il Napoleone del mondo criminale" dal detective di Scotland Yard Robert Anderson,[11] epiteto poi ripreso da Arthur Conan Doyle per il nemico di Sherlock Holmes, il professor Moriarty.[12]
- Marius Jacob (1879-1954), rubava ai ricchi borghesi per finanziare il movimento anarchico francese; è una possibile fonte di ispirazione per il personaggio di Arsenio Lupin.
- Serge de Lenz (1892-1945), francese, ricordato dai posteri come il "Ladro gentiluomo" ("Gentleman Cambrioleur"), in riferimento al personaggio di Lupin, della stessa epoca.[13]
- Ronnie Biggs (1929-2013), criminale britannico noto per la grande rapina al treno del 1963, evaso nel 1965 e vissuto per 36 anni in contumacia.[14]
- Patrick Brice (criminale), vecchio malvivente francese di Belfort, specializzato nelle rapine a mano armata di agenzie bancarie che sarà definito in seguito "il re dell'evasione". Elegante, apprezzato per la sua galanteria (offre un gruppo di terminali di fiori ad una cassiera di banca, invia cartoline alla stampa locale in occasione delle sue fughe e Champagne ai poliziotti), formerà con la sua futura moglie Laurence una coppia famosa. Nel 2001 ha pubblicato la sua autobiografia[15] ed è stato oggetto di un film documentario di Rémi Lainé coprodotto da France 2.[16]
- Albert Spaggiari (1932-1989), francese, è stato a volte confrontato ad un ladro gentiluomo in seguito alla rapina della banca di Nizza senza il ricorso alla violenza (su cui è basato il romanzo La grande rapina di Nizza di Ken Follett) ed alla sua evasione rocambolesca.
- Luciano Lutring (1937-2013), soprannominato "Il solista del mitra", la cui biografia ha ispirato due film, Svegliati e uccidi (1966) e Lo zingaro (1975).
- Horst Fantazzini (1939-2001), rapinatore italiano la cui carriera criminale è narrata nel film Ormai è fatta! (1999) di Enzo Monteleone, tratto dall'autobiografia omonima.
- Renato Rinino (1962 - 2003), italiano, noto anche come Renè o l'Arsenio Lupin della Riviera.